# Marinha de Guerra de Moçambique
La Marina militare del Mozambico, in portoghese Marinha de Guerra de Moçambique, è la componente navale delle forze armate dello Stato africano del Mozambico.
Il Mozambico cerò una piccola forza navale all'indomani dell'indipendenza grazie al sostegno militare dell'Unione Sovietica, ma questa venne poi lasciata decadere negli anni 1990 fino quasi a scomparire. Una ricostruzione delle forze navali fu portata avanti negli anni 2010 grazie ad acquisizioni di naviglio da parte di una molteplicità di fornitori, ma nonostante l'ampia linea costiera sull'Oceano Indiano la Marinha de Guerra de Moçambique rimane una forza molto piccola e dotata solo di unità leggere per la sorveglianza locale.

## Storia

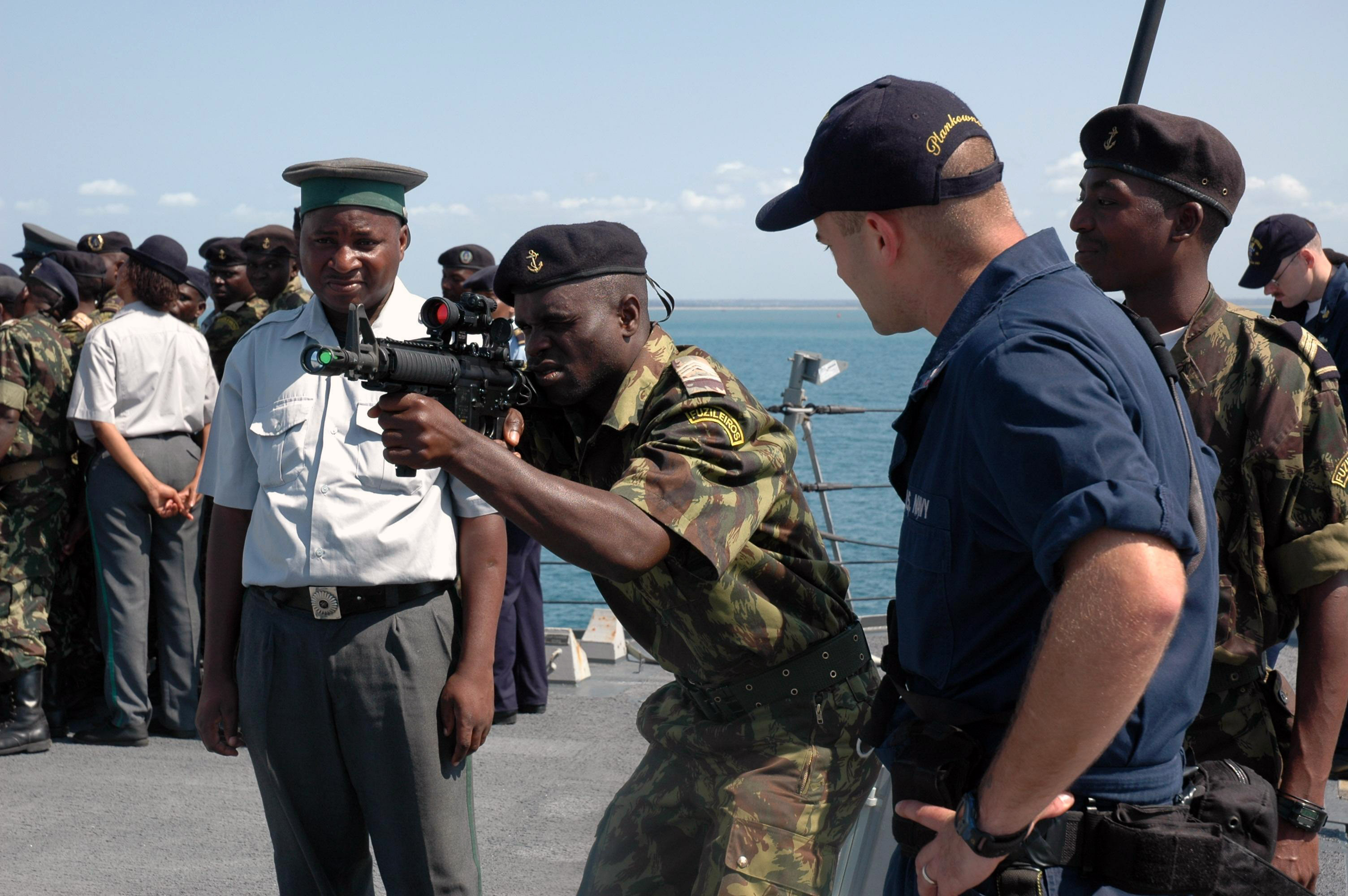
Marinai mozambicani si addestrano all'uso delle armi con i loro omologhi statunitensi a bordo del cacciatorpediniere nel 2007

L'odierno Mozambico ottenne l'indipendenza dal precedente dominio coloniale del Portogallo il 25 giugno 1975, al termine di un lungo e sanguinoso conflitto. I primi decenni di vita del nuovo Stato furono alquanto travagliati: forze mozambicane furono coinvolte in vario modo negli eventi della guerra civile nella confinante Rhodesia, proseguita fino al 1979, mentre forti tensioni militari si registrarono con il vicino Sudafrica almeno fino alla conclusione del regime dell'"apartheid" nei primi anni 1990; infine, il Mozambico fu sconvolto da una lunga guerra civile proseguita dal 1977 al 1992. In questo contesto le forze armate mozambicane (Forças Armadas de Defesa de Moçambique) diedero priorità allo sviluppo delle componenti terrestri e aeree, relegando in secondo piano la creazione di una vera e propria marina militare; questo nonostante il Mozambico disponesse di una linea costiera affacciata sull'Oceano Indiano lunga 2500 chilometri e con una zona economica esclusiva ampia 579000 km².
Una piccola forza navale mozambicana fu attivata all'indomani dell'indipendenza della nazione, attingendo al materiale lasciato nei porti dalle truppe portoghesi in ritirata: con in forza non più di 400 coscritti inquadrati da ex sottufficiali delle unità coloniali lusitane, questa prima incarnazione della Marinha de Guerra de Moçambique allineava appena cinque motovedette di vario tipo, un mezzo da sbarco tipo LCT e un paio di unità ausiliarie, tutto naviglio non modernissimo e abbastanza malandato. L'accordo di cooperazione militare sottoscritto nel 1977 dal Mozambico con l'Unione Sovietica consentì l'avvio di un primo programma di ammodernamento: in cambio del permesso di utilizzo del porto mozambicano di Maputo per le sue operazioni, la Marina militare sovietica inviò nel paese una missione di consiglieri militari e specialisti per il ripristino delle infrastrutture portuali, oltre a passare ai mozambicani tra il 1979 e il 1985 due cacciasommergibili della classe SO1 di seconda mano, sette motovedette della classe Zhuk di nuova costruzione e due dragamine della classe Yevgenya. Negli anni 1980 si aggiunsero poi alla linea del naviglio una decina di motovedette costruite in India e una mezza dozzina di unità ausiliari di impiego locale, mentre il personale in servizio saliva a circa 600 uomini.
La dissoluzione dell'Unione Sovietica privò la Marina mozambicana del suo principale fornitore di pezzi di ricambio e manutenzione, mentre sia gli eventi bellici della guerra civile sia i naufragi causati dai frequenti cicloni tropicali che imperversavano nella zona portarono a riduzioni nella linea di naviglio in servizio. Un ciclo di forti tagli agli stanziamenti e agli organici della difesa, stabilito dopo la conclusione della guerra civile, portò a un drastico calo delle unità in servizio con la Marinha de Guerra, ridotta in pratica all'ombra di se stessa: radiato il naviglio di origine sovietica, all'inizio degli anni 2000 la Marina aveva in servizio non più di 150 uomini con solo qualche motovedetta operativa.
La ricostruzione procedette molto lentamente. Nel 2004 il governo ora amico del Sudafrica fece dono al Mozambico di un paio di motovedette costiere della classe Namacurra dismesse dalla South African Navy; nel 2013 fu invece la Spagna a cedere a un prezzo simbolico il pattugliatore Penabe, un'ex unità classe Conejera dell'Armada Española. L'accordo più sostanzioso venne tuttavia concluso con la Francia, che tra il 2015 e il 2016 vendette al Mozambico un pacchetto di unità di nuova costruzione comprendente cinque motovedette superveloci tipo DV-15, sei pattugliatori costieri tipo HSI-32 (unità da 132 tonnellate di dislocamento equipaggiate con una mitragliera da 20 mm e un RHIB) e tre pattugliatori d'altura tipo Eagle-43 (da 100 tonnellate di dislocamento e dotati di ponte di volo per un drone da ricognizione). Un contratto con gli Emirati Arabi Uniti portò all'acquisizione di ulteriori tre motovedette superveloci nel 2016, mentre nel 2019 fu stabilito un accordo di cooperazione con l'India che comprese, oltre alla cessione di altre due motovedette, anche l'invio di una missione di addestramento per il personale navale mozambicano, salito nel frattempo a circa 200 effettivi dislocati nella base principale di Maputo e in quelle secondarie di Beira, Nacala e Pemba.